# Rumgraben
Rumgraben ist ein Gemeindeteil der Gemeinde Bergen im oberbayerischen Landkreis Traunstein. Das Dorf liegt circa zwei Kilometer nordwestlich von Bergen.

## Bevölkerungsentwicklung
| Jahr      | 1871 | 1925 | 1950 | 1970 | 1987 |
| Einwohner | 51   | 64   | 76   | 42   | 40   |

## Baudenkmäler
- Bauernhaus, erbaut Ende des 18. Jahrhunderts
- Kapellenbildstock